# I'm Quitting Heroing
Я припиняю бути героєм: Наступна робота – у замку Королеви Демонів (яп. 勇者、辞めます～次の職場は魔王城～, Yūsha, Yamemasu: Tsugi no Shokuba wa Maōjō) — фентезійна серія ранобе написана Квантумом (Quantum) та ілюстрована Ханою Амано. Вона публікувалася онлайн з січня по лютий 2017 року на сайті для самвидаву романів Kakuyomu, що належить Kadokawa. Згодом вона була опублікована видавництвом Fujimi Shobo у трьох томах з грудня 2017 року по жовтень 2018 року під їхнім імпринтом Kadokawa Books. Адаптація у вигляді манґи з ілюстраціями Норі Кадзато публікується онлайн на сайті Young Ace Up видавництва Kadokawa Shoten з травня 2018 року і зібрана у вісім томів танкобонів. Аніме адаптація створена студією EMT Squared, транслювалася з квітня по червень 2022 року.

## Сюжет
У світі, що поєднує середньовіччя та футуристичні елементи, Королева Демонів Єхидна та її армія прийшли з забрудненого пустиря під назвою Світ Демонів. Найсильніший герой світу, Лео Демонхарт, переміг Єхидну та її Четвірку Еліти. Проте згодом Лео з'являється з бажанням допомогти Єхидні відновити її армію, оскільки люди замість святкувань перемоги почали боятися його, вважаючи що він може стати новим Королем Демонів. У результаті його вигнання Лео прагне допомогти Єхидні, але вона агресивно відкидає його пропозицію. Однак Четвірка Еліти за її спиною дозволяє Лео брати участь у відновленні армії. Паралельно він дізнається що Єхидна хоче здобути Філософський Камінь, щоб зробити Світ Демонів знову родючим.
Спогади Лео розкривають що події відбуваються у 51-му столітті. Технології та знання були втрачені через вторгнення попереднього Повелителя Демонів на Землю в 21-му столітті, яке спричинило Третю світову війну. Із втратою техніки люди пристосувалися до магії демонів. Сам Лео був результатом експерименту й був запрограмований бути героєм, але після безлічі перемог, нездатності померти чи програти він бажає звільнитися від свого болісного існування.

## Персонажі
Лео Демонхарт (яп. レオ・デモンハート, Reo Demonhāto)
Лео, найсильніший герой який переміг Єхидну, насправді є 3000-річним через експеримент Демонхарт, проведений вченими Токіо. Він єдиний хто вижив після експерименту. Через чутки що Лео може стати новим королем демонів, люди почали боятися його, і король вигнав його. Розчарувавшись у людях і некомпетентності своїх союзників, Лео вирішує перейти на бік Єхидни, але вона його відкидає. Щоб долучитися до її армії, він перевтілюється у Чорного Лицаря Онікса та переконує Четвірку Еліти допомагати йому без відома Єхидни. Дізнавшись правду, а також після звільнення від програми героя через поразку, Лео офіційно приєднується до її армії.
Єхидна (яп. エキドナ, Ekidona)
Єхидна — королева демонів із довгим рожевим волоссям і чорними рогами, дочка Сіхрея. Вона прийшла зі Світу Демонів щоб здобути Філософський Камінь, сподіваючись зробити свій світ придатним для життя, але зазнала поразки від Лео Демонхарта. Незважаючи на небажання прийняти Лео в свою армію, Четвірка Еліти таємно дозволяє йому допомагати у її відновленні. З невідомих причин Єхидна не наказала своїм солдатам знищувати людей, що й призвело до її поразки. Коли Лео звільняється від своєї програми героя, вона нарешті приймає його як частину своєї армії.
Шутіна (яп. シュティーナ, Shutīna)
Магічна суккубка, яка є слугою Єхидни та членом Елітної четвірки; вона не має бойових здібностей, окрім магічних. Їй соромно за стереотипи щодо її раси на що вказує Лео; натомість вона витончена і більше піклується про своїх підлеглих.
Лілі (яп. リリ, Riri)
Найменша звіроподібна служниця Єхидни та член Елітної четвірки. Лілі не зовсім підходить для цієї роботи, оскільки всі її звіти про місії виглядають так, ніби їх написала дитина молодших класів; хоча вона має велике серце і хоче щоб усі насолоджувалися своїм життям. Як звіролюдка, Лілі має вовчі вуха, хвіст і командує звіролюдьми в армії Єхидни. У її народі існує закон, що якщо хтось протилежної статі переможе їх у бою, вони повинні стати їхнім партнером; тому Лілі так прагне вийти заміж за Лео, навіть якщо він постійно відмовляє їй. Лілі також має здатність перетворюватися на Фенріра.
Мельнес (яп. メルネス, Merunesu)
Підлітковий слуга Єхидни та член Елітної четвірки. Він є гібридом людини та демона що ховає частину свого обличчя під капюшоном. У дитинстві Мельнес був проданий в рабство, що призвело до того що він став на бік сил Єхидни. Щоб навчитися взаємодіяти з людьми через свою замкнутість, Мельнес працює під прикриттям офіціантки (через андрогінні риси зовнішності) в місцевій таверні.
Едвард (яп. エドヴァルト, Edovaruto)
Драконоподібний слуга Єхидни та член Елітної четвірки. Він відповідає за те, щоб залучити драконів до боку Єхидни. Він дурний і постійно намагається здійснити сепуку через найменшу помилку.

## Медіа

### Ранобе
Серію написав Quantum, а ілюстрації створила Хана Амано. Спочатку вона була опублікована онлайн на Kakuyomu з 12 січня по 7 лютого 2017 року, після чого Fujimi Shobo видала серію в трьох друкованих томах під своїм імпринтом Kadokawa Books з 10 грудня 2017 року по 10 жовтня 2018 року. Три томи пізніше були перевидані імпринтом Fujimi Fantasia Bunko з 19 лютого по 20 квітня 2022 року. Англійське цифрове видання публікується Kadokawa на їхньому сайті BookWalker.
| № | Дата виходу                                                             | ISBN                                                                                   |
| - | ----------------------------------------------------------------------- | -------------------------------------------------------------------------------------- |
| 1 | 10 грудня 2017 (Kadokawa Books) 19 лютого 2022 (Fujimi Fantasia Bunko)  | ISBN 978-4-04-072540-6 (Kadokawa Books) ISBN 978-4-04-074284-7 (Fujimi Fantasia Bunko) |
| 2 | 10 травня 2018 (Kadokawa Books) 19 березня 2022 (Fujimi Fantasia Bunko) | ISBN 978-4-04-072717-2 (Kadokawa Books) ISBN 978-4-04-074485-8 (Fujimi Fantasia Bunko) |
| 3 | 10 жовтня 2018 (Kadokawa Books) 10 квітня 2022 (Fujimi Fantasia Bunko)  | ISBN 978-4-04-072926-8 (Kadokawa Books) ISBN 978-4-04-074486-5 (Fujimi Fantasia Bunko) |

### Манґа
Адаптація манґи з малюнками Норі Казато почала серіалізацію на вебсайті Young Ace Up видавництва Kadokawa Shoten 31 травня 2018 року Серіалізація завершилася 2 червня 2023 року. Станом на липень 2023 року було випущено вісім томів танкобон. Манґа публікується в цифровому форматі англійською мовою Kadokawa на їхньому сайті BookWalker, а в друкованому вигляді видавництвом Yen Press.

#### Список томів
| № | Дата виходу      | ISBN                   |
| - | ---------------- | ---------------------- |
| 1 | 4 жовтня 2018    | ISBN 978-4-04-107616-3 |
| 2 | 4 березня 2019   | ISBN 978-4-04-108015-3 |
| 3 | 2 листопада 2019 | ISBN 978-4-04-108595-0 |
| 4 | 4 серпня 2020    | ISBN 978-4-04-109345-0 |
| 5 | 10 травня 2021   | ISBN 978-4-04-109346-7 |
| 6 | 4 квітня 2022    | ISBN 978-4-04-111921-1 |
| 7 | 7 жовтня 2022    | ISBN 978-4-04-112959-3 |
| 8 | 10 липня 2023    | ISBN 978-4-04-113621-8 |

### Аніме
Аніме-адаптація анонсована 20 жовтня 2021 року. Серіал анімувався студією EMT Squared і режисером є Хісаші Ішії, головним директором — Юу Нобута, за сценарії відповідає Шігеру Муракосі, за дизайн персонажів — Юкі Накано, а за музику — Кохей Мунемото. Серіал вийшов 5 квітня на AT-X, Tokyo MX, BS11, і MBS. Загалом було випущено 12 серій. Дводискові OVA були випущені разом з Blu-ray/DVD-томами серіалу 24 червня та 24 серпня 2022 року.

#### Серії
| № серії | Назва серії | Режисер(и)        | Сценарист(и)    | Режисер(и) анімації | Оригінальна дата показу |
| --- | --- | ----------------- | --------------- | ------------------- | ----------------------- |
| 1 | «Моя наступна співбесіда – у палаці королеви демонів!» Транслітерація: «Tsugi no Shokuba wa Maōjō» (яп. 次の職場は魔王城) | Хісаші Ішіі       | Шіґеру Муракоші | Хісаші Ішіі         | 5 квітня 2022           |
| Найсильніший герой у світі, Лео Демонхарт, перемагає королеву демонів Єхидну та її генералів — Четвірку Еліти. Однак згодом він пропонує свої послуги Єхидні, щоб допомогти відновити її армію, але вона жорстко його відкидає. Серед Четвірки Еліти генерал-дракон Едвард і генерал Безтінь Мельнес поважають Лео за його бойові здібності. Генерал-звір Лілі була нокаутована Лео й, відповідно до традицій її народу, тепер вважає його своїм майбутнім чоловіком. Генерал-чарівниця Шутіна поважає його за перемогу над нею в магічному поєдинку. Враховуючи все це, вони вирішують провести співбесіду з Лео. Лео розповідає, що після перемоги над Єхидною серед людей поширилися чутки, ніби він планує стати наступним королем демонів. Наляканий народ змусив короля вигнати його. Розчарувавшись у людях, Лео деякий час жив безцільно, аж поки не дізнався, що Єхидна намагається знову набрати солдатів у свою розбиту армію, і вирішив приєднатися до неї. Четвірка Еліти наймає Лео для керування відновленням армії без відома Єхидни. Якщо він досягне успіху, вони спробують переконати Єхидну прийняти його офіційно, інакше його знову викинуть. Лео сподівається колись поговорити з Єхидною і дізнатися, чому під час війни вона заборонила своїм солдатам без потреби вбивати людей, що могло стати причиною її поразки.                                                          | |                   |                 |                     |                         |
| 2 | «Прагни полегшити тягар свого майбутнього «я»!» Транслітерація: «Asu no Jibun ga Raku ni Naru Shigoto o Shiro» (яп. 明日の自分が楽になる仕事をしろ) | Ацуші Нігорікава  | Шіґеру Муракоші | Ацуші Нігорікава    | 12 квітня 2022          |
| Лео розуміє, що більшість проблем армії спричинені тим, що її лідери повернулися до Світу Демонів, щоб відновитися після поранень, отриманих від нього під час війни. Єдина хто залишилася керувати армією — Шутіна і вона виснажена. Розбудивши Шутіну вдаючи Єхидну що її страшенно дратує, Лео вирішує взяти на себе відновлення магічного реактора який живить замкові артефакти. Це завдання зазвичай могла виконувати лише Шутіна через особливу довжину хвилі її магії. Жартома Лео вимагає поцілунок якщо впорається добре. По дорозі він зустрічає молоду служницю Діанетту. Лео злить Шутіну взявши незвично довгу перерву через що вона погрожує звільнити його. У цей момент з'являється Діанетта яка вже поповнила реактори. Лео пояснює що створив талісман налаштований на магічну хвилю Шутіни що дозволяє будь-кому з маною виконувати цю задачу тим самим знявши цей тягар із неї. Шутіна усвідомлює, що Діанетта та інші служники хвилюються за неї й хочуть допомогти. Вона змушена визнати що Лео вирішив одну з її проблем. Лео повертається до роботи, але спершу намагається отримати обіцяний поцілунок однак збентежена Шутіна виганяє його. З огляду на нестачу продовольства та спорядження Лео має забезпечити безпечне прибуття наступного вантажу. Його турбує те що Лілі подала заявку на охоронну місію в якій просто зазначено що всі мають добре провести час разом. | |                   |                 |                     |                         |
| 3 | «Трохи роздумів – і ефективність зростає!» Транслітерація: «Chotto Shita Kizuki ga Shigoto no Kōritsu o Ageru» (яп. ちょっとした気付きが仕事の効率をあげる)                                                                                                | Юкі Кусакабе      | Хіроко Фукуда   | Хацукі Цудзі        | 19 квітня 2022          |
| Драконолюди з Моря Ларго постачають армії демонів їжу та ресурси. Лілі надто дитяча щоб налагодити постачання тож Лео відправляється сам і знаходить повний хаос — одна місія триває понад тиждень. Розуміючи що Лілі хоче добре справлятися, але їй заважає незрілість Лео інсценує укус змії й відправляє її за лікувальними травами. Він змушує її логічно мислити та ефективно керувати робітниками, але перетворившись на Фенріра, Лілі просто долає проблеми силою. Лео замаскувавшись намагається дати їй підказки та його план провалюється — Лілі все одно знаходить трави. Однак вона засвоює урок коли їй просто пояснюють як усе робити правильно. Лео визнає що недооцінив її розум. Шутіна задоволена її прогресом. Тим часом Єхидна зацікавилася досягненнями Чорного Лицаря Онікса під виглядом якого Лео працює і вимагає негайної зустрічі. | |                   |                 |                     |                         |
| 4 | «Пиятика з пекла» Транслітерація: «Jigoku no Nomikai» (яп. 地獄の飲み会) | Дзюн'ічі Кітамура | Акіра Кіндаічі  | Хісаші Ішіі         | 26 квітня 2022          |
| Лео зустрічається з Єхидною яка влаштувала вечерю на його честь. Він змушений зняти шолом, але змінює обличчя магією. Шутіна хвилюється щоб Лео та Єхидна не зблизилися. Лео питає чому вона відмовила Герою Лео і отримує розлючену відповідь — він випадково завадив їй захопити Філософський Камінь у місті Ренайл. Він не знав що вона його шукала оскільки вважав силу каменя перебільшеною. Єхидна пояснює що Світ Демонів — забруднена пустка і вона хотіла зробити землю родючою щоб припинити війни. Вона була змушена воювати з людьми бо вони ніколи б не віддали святиню добровільно. Вона ненавидить Лео за те що він завадив їй, але поважає за захист людства. Лео розуміє що Єхидна — добра людина що змушена воювати і хоче допомогти їй. Коли вона запитує чому він приєднався до її армії, він майже зізнається що він і є Лео, але їх перебивають Шутіна та Лілі. Тим часом Мельнес вирушає в подорож, а Едвард бере на себе провину за поразку і планує вчинити самогубство. | |                   |                 |                     |                         |
| 5 | «Якщо хочеш піти – спершу поговори» Транслітерація: «Shigoto o Yametaku Nattara Ichido Sōdan Shiro» (яп. 仕事を辞めたくなったら一度相談しろ) | Ясунорі Ґото      | Шіґеру Муракоші | Кагецу Айзава       | 3 травня 2022           |
| Єхидна йде до Едварда, а Лео шукає Мельнеса. Знайшовши його, Лео дізнається що той боїться проводити співбесіди для новобранців, адже має жахливі комунікаційні навички. Лео береться його навчати. Повернувшись до замку, Мельнес зізнається що для нього працювати з людьми важко бо колись він підтримував повне знищення людства. Едвард справді намагався вчинити самогубство, але його драконяча шкіра завадила тож тепер за ним постійно стежить його донька Джульєтта. Лео змушує Мельнеса переодягнутися офіціанткою й спілкуватися з солдатами, розповідаючи що й сам колись не вмів нормально говорити з людьми, поки не навчився через досвід. Мельнес практикується на грубих перевертнях-найманцях, але коли ті стають розпусними, він мусить їх втихомирити, майже видавши себе. Попри це, Мельнес засвоює основи спілкування. Під час тренувальної співбесіди він несподівано питає Лео, навіщо той насправді приєднався до армії демонів, адже його ненависть до людства — очевидна брехня. | |                   |                 |                     |                         |
| 6 | «Герой ділиться своєю ношею» Транслітерація: «Yūsha, Naganen no Nayami o Kiite Morau» (яп. 勇者、長年の悩みを聞いてもらう) | Тошіюкі Соне      | Хіроко Фукуда   | Дзюн'ічі Кітамура   | 10 травня 2022          |
| Мельнес зізнається що він напівдемон-напівлюдина, проданий у рабство ще дитиною. Він приєднався до армії Єхидни, але був розчарований що вона більше щадила людей ніж убивала. Він навіть думав убити її й очолити армію сам, але змирився з роллю генерала поки не зазнав поразки від Лео. Той сказав йому пожити заради себе, а не як убивця. Лео відкриває свою таємницю: він старший за 1000 років, народився в сучасному Токіо, де магії ще не існувало. Коли демони вторглися, вчені створили 12 живих суперроботів — Демонхартів, серед яких був Лео. Усі інші загинули, а Лео будучи найміцнішим, вижив і зберіг молодість, навіть коли сучасна цивілізація зникла. Він втомився від вічних битв і своєї безсмертності, тому коли людство його відкинуло, це стало для нього полегшенням. Він вирішив приєднатися до демонів просто заради розваги. Однак зустрівши Єхидну та її генералів, він справді прив'язався до них і хоче допомогти. Також Лео зазначає, що Мельнес уже хороший комунікатор, бо вміє слухати та щиро відповідати, тож він чудово впорається зі співбесідами. | |                   |                 |                     |                         |
| 7 | «Хороший воїн – не завжди хороший командир» Транслітерація: «Yoi Senshi ga Yoi Jōshi ni Naru to wa Kagiranai» (яп. 良い戦士が良い上司になるとは限らない)                                                                                                   | Акіра Шімізу      | Акіра Кіндаічі  | Шінічі Ватанабе     | 17 травня 2022          |
| Лео дізнається від Джульєтти, що Едвард не розуміє чому його солдати постійно програють. Лео з'ясовує що Едвард, будучи природженим воїном просто не усвідомлює що інші не такі талановиті. Він думає що їхня слабкість — це лише нестача тренувань, тому після поразки від Лео почав виснажувати солдатів до знемоги. Лео обіцяє Джульєтті та Єхидні виправити ситуацію. Мельнес розповідає Шутіні та Лілі про минуле Лео, але вони вирішують продовжувати йому довіряти. Тим часом знаходять стародавні машини — Фантоми Дев'яті, големи рівні за силою високопоставленим демонам. Лео вирішує використати їх, щоб допомогти Едварду. Під час бою з одним із Фантомів Лео розуміє, що його обмеження безпеки зламалися, і втручається щоб пояснити Едварду як його перемогти. Фантом перед поразкою активує інших, але їх знищує Єхидна. Отримавши допомогу від Лео, Едвард нарешті розуміє, що судив своїх солдатів за власними стандартами і неправильно їх тренував. Він вибачається перед ними й отримує прощення. Єхидна занадто насолоджується знищенням Фантомів, і Мельнес підозрює що це її спосіб зняти стрес. | |                   |                 |                     |                         |
| 8 | «Токіо, 2060 рік.» Транслітерація: «Ē Dī Nisenrokujū Tōkyō Bōsho nite» (яп. A.D.2060東京某所にて) | Харуме Косака     | Шіґеру Муракоші | Ю Нобута            | 24 травня 2022          |
| Лео як Чорний Лицар Онікс, має отримати підвищення від Єхидни. Він планує розкрити їй свою справжню особу за допомогою Шутіни. Читаючи книгу про Ейбрада — відомого демона, який проповідував співіснування, Лео згадує що знав його ще в Токіо. У 2060 році Ейбрад був імпом що прийшов на Землю в пошуках кращого життя, але через непорозуміння між людьми й демонами почалася війна. Дізнавшись що Ейбрад намагається зупинити бойові дії, Лео вирушив до нього. Саме Ейбрад уперше сказав Лео, що будучи створеним для війни з демонами, він втратить свою мету після її завершення і через безсмертя залишиться зовсім сам. Лео ніколи раніше не замислювався про це. Ейбрада ув'язнили, але він поклявся продовжувати проповідувати співіснування і змусив Лео пообіцяти що той знайде сенс у житті, коли більше не доведеться воювати. Лео більше ніколи його не бачив, але пам'ятав його слова. І тепер, коли люди відкинули його, він нарешті знайшов спосіб насолоджуватися життям. | |                   |                 |                     |                         |
| 9 | «Останній виклик героя» Транслітерація: «Yūsha, Yametai» (яп. 勇者、辞めたい) | Юдзі Канзакі      | Хіроко Фукуда   | Хацукі Цудзі        | 31 травня 2022          |
| Портал до Демонічного світу починає руйнуватися і Єхидна змушена терміново вирішувати, чи повертатися назад. Лео розкриває що Філософський Камінь — це сучасний двигу, що використовує чорну діру для створення необмеженої енергії і він не може зробити Демонський світ родючим. Проте на Землі є ще один такий двигун, тож війни можна уникнути просто знайшовши другий екземпляр. Дізнавшись що Онікс — це Лео, Єхидна спершу розгнівана, але після пояснень чотирьох генералів заспокоюється. Лео веде їх до другого двигуна в горах і пояснює, що для його активації потрібен посібник користувача. Єхидна вирішує укласти мир із людством, щоб разом знайти спосіб запустити обидва двигуни: один для людей, другий для демонів. Лео і Єхидна постійно сперечаються, що завершується сніжками на радість генералам. Приватно Лео зізнається Єхидні, що через свою вбудовану програму захищати людство він може збожеволіти й почати розв'язувати війни лише для того, щоб знову його рятувати. Несподівано він відкриває, що ці двигуни — це насправді джерела живлення Демонхартів. Він кидає виклик Єхидні та генералам: вони мають довести свою рішучість, перемігши його в битві, вирвавши його серце й використавши його силу для миру та відродження Демонічного світу. Якщо вони зазнають невдачі, Демонічний світ залишиться спустошеним, а Лео власноруч знищить людство.               | |                   |                 |                     |                         |
| 10 | «Знищити світ, щоб врятувати його» Транслітерація: «Sekai o Horoboshite de mo, Sekai o Sukuō» (яп. 世界を滅ぼしてでも、世界を救おう) | Хісаші Ішіі       | Акіра Кіндаічі  | Хісаші Ішіі         | 7 червня 2022           |
| Лео атакує Єхидну заявляючи, що оскільки війна дає його існуванню сенс, він врятує людство навіть якщо він стане загрозою, яку потрібно знищити. Едвард отримує поранення захищаючи Шутіну. Лео втомився від захисту людства і хоче померти, але його безсмертя заважає цьому. Тому він збирається знищити все, щоб не було чого захищати. Лілі намагається його зупинити, але він атакує її, навіть коли вона беззбройна. Зрозумівши що він справді має намір їх вбити, вони починають боротьбу, щоб убити його. Едвард програє, а Єхидна розуміє що завдяки своїй здатності «Гіперреактивне Покращення Навичок» Лео може копіювати і покращувати будь-який стиль атаки чи захисту. Після тисяч років боїв він став невразливим. Мернес звинувачує його у брехні про бажання померти чи знищити світ, адже це суперечить його намаганням допомогти досягти миру. Лео заморожує Мернеса. Лілі вимушено вступає з ним у бій у своїй формі Фенріра, але програє. Єхидна, вважаючи що розуміє справжні мотиви Лео, вирішує використати найбільш потужне закляття, успадковане від її батька Цихреуса, яке спеціально розроблене для перемоги над героєм, тимчасово позбавляючи його всіх здібностей. Шутіна встигає відволікти Лео достатньо щоб закляття спрацювало, але сама вона також зазнає поразки.                                                                                                  | |                   |                 |                     |                         |
| 11 | «Що робить героя» Транслітерація: «Yūsha no Shikaku» (яп. 勇者の資格) | Ясунорі Ґото      | Шіґеру Муракоші | Кагецу Айзава       | 14 червня 2022          |
| Перед тим, як закляття спрацює, Лео дякує Єхидні. Він бачить своє життя, від часу свого створення до нескінченних воєн та періодів миру. З часом він усвідомлює, що ненавидить мир і хоче, щоб світ постійно перебував у небезпеці. Одного разу йому спадає на думку, що він може бути тим, хто загрожуватиме людству, тому він починає створювати нову серію Демонхартів. Коли відбулося вторгнення з Демонського Світу, він знищив свої незавершені творіння зрозумівши, що став божевільним. Щоб захистити людство йому потрібно було померти, але й залишити своє серце-Філософський Камінь тому, хто буде гідний цього. Тоді він вперше зустрічає Єхидну і розуміє, що саме вона є тією спадкоємицею, яку він шукав. Спочатку він її переміг, потім приєднався до її армії, щоб дізнатися більше про неї, а тепер вирішив, що вона має допомогти йому покінчити з життям. Єхидна бачить щастя в його очах і розуміє, що він увесь цей час шукав когось, хто врятує його. Вирішивши дати йому смерть, гідну героя, Єхидна позбавляє його сил, дозволяючи Чотирьом Генералам нарешті його вбити. | |                   |                 |                     |                         |
| 12 | «Я кидаю героїзм» Транслітерація: «Yūsha, Yamemasu» (яп. 勇者、辞めます) | Харуме Косака     | Шіґеру Муракоші | Хісаші Ішіі         | 21 червня 2022          |
| Лео, помираючи вимикає свою внутрішню безпеку, даючи їм 300 секунд щоб забрати його філософський камінь. Єхидна запитує, чи є у нього якісь жалкування, але він лише вибачається за завдані проблеми. Єхидна майже забирає камінь, але раптово змінює свою думку і оголошує, що Лео успішно пройшов випробувальний термін і тепер є її послом у людському світі, відповідальним за мир між демонами та людьми. Лео благає смерті, тому Шутіна вимагає дізнатися його справжні мотиви. Він зізнається, що навіть думаючи про знищення людства, він небезпечно еволюціонував за межі наказів, закладених його творцями. Шутіна говорить йому, щоб він еволюціонував до здатності ігнорувати програмування. Сумніваючись, Лео намагається це зробити і успішно видаляє наказ про захист людства, який мучив його протягом 3000 років. Коли час спливає, Лео назавжди запечатує камінь у собі і радісно погоджується на прохання Єхидни. Єхидна пізніше запитує, чи жалкує він про втрату шансу на смерть, на що він відмовляється, оскільки йому приємно допомагати Єхидні. Вони раптово отримують перерву від Джульєтти, яка спершу думає, що у них романтичний момент, але Єхидна це з гнівом і соромом спростовує. Джульєтта розповідає, що поки їх не було, накопичилася гора роботи, яка потребує їхньої уваги. Лео починає працювати, радий, що нарешті зміг покинути героїзм.                       | |                   |                 |                     |                         |
| OVA—1 | «Пам'ятайте, що робоча поїздка — це перш за все можливість для навчання, Частина 1» Транслітерація: «Oboete oite kudasai, shutchō wa naniyori mo mazu gakushū no kikaidesu, pāto 1» (яп. 覚えておいてください、出張は何よりもまず学習の機会です、パート 1) | Хісаші Ішіі       | Шіґеру Муракоші | Хісаші Ішіі         | 24 червня 2022          |
| Через місяць після того, як Єхидна офіційно найняла Лео, всі вирушають у подорож, щоб трохи відпочити. Господар готелю зустрічає їх, але попереджає, що готель населених привидами, і дає їм амулети для захисту від духів — пов'язки з вухами тварин, які Лео знаходить смішними. Єхидна, однак, серйозно ставиться до амулетів і наполягає, щоб всі їх носили. Єхидна йде за покупками, але зникає, як і Мернес, який вирушає її шукати. Лео знаходить картину в їхній кімнаті з рухомими очима, що лякає всіх. Едвард йде шукати Єхидну, але його чути кричущим перед тим, як він також зникає. Невидимий дух атакує кімнату, кидаючи предмети в різні боки, і вони знаходять роторний телефон — реліквія з Машинного віку. Шутіна і Лео розуміють, що їхня магія перестала працювати, і Шутіна панікує, що привиди можуть бути реальними і невразливими. Єхидна з'являється знову, заявляючи, що співробітники зникли. Лілі також зникає, і Єхидна вимагає, щоб їх знайшли. | |                   |                 |                     |                         |
| OVA—2 | «Пам'ятайте, що робоча поїздка — це перш за все можливість для навчання, Частина 2» Транслітерація: «Oboete oite kudasai, shutchō wa naniyori mo mazu gakushū no kikaidesu, pāto 2» (яп. 覚えておいてください、出張は何よりもまず学習の機会です、パート 2) | Хісаші Ішіі       | Шіґеру Муракоші | Хісаші Ішіі         | 24 серпня 2022          |
| Після тривалих пошуків вони змушені дійти висновку, що їхні зниклі друзі більше не знаходяться в готелі, тому вирішують шукати на вулиці. Лео помічає головний біль, але Єхидна переконує його, що пов'язка просто занадто туга. Раптом Шутіну тягне в темряву, і вона зникає. Виявляється, що Єхидна одержима перед тим, як також зникнути. Лео переслідує привида в лісі, але з'ясовується, що це був Мернес, який розкриває, що все було жартом, організованим Єхидною, оскільки господарі готелю пропонують «Прокляття-жарт» як додаткову послугу для гостей. У гарячому джерелі Єхидна пояснює, як працював жарт, і що цей досвід зробив усіх ближчими друзями. Після гарячого джерела вони запускають феєрверки на пляжі, щоб відсвяткувати. Лео зізнається, що йому подобається відвідувати нові місця для розваги, оскільки більшість його життя було проведено на полях битв, і він сподівається зробити це знову найближчим часом. | |                   |                 |                     |                         |